# Peter Kühne
Peter Kühne (* 11. Mai 1935 in Essen; † 12. Februar 2015) war ein deutscher Soziologe und Theologe.

## Leben
Peter Kühne studierte Theologie in Bonn und München, wurde zum Priester geweiht und war von 1960 bis 1967 Kaplan im Ruhrgebiet. 1967 beendete er seine kirchliche Tätigkeit und studierte Soziologie in Bochum. 1971 schrieb er seine Dissertation Arbeiterliteratur 1960–1970. Arbeitshypothesen der Dortmunder Gruppe 61. Von 1971 bis 1975 war er Wissenschaftlicher Assistent oder Akademischer Rat an der Pädagogischen Hochschule Ruhr. 
1975–1997 hatte er an der Sozialakademie Dortmund einen Lehrstuhl für Soziologie. Ab Anfang 1998 lehrte er Soziologie am Zentrum für Weiterbildung der Universität Dortmund. 
Seine Lehr- und Forschungsschwerpunkte waren: Soziologie und Sozialgeschichte der Arbeitsbeziehungen, europäischer Gewerkschaftsvergleich, Soziologie der Migration und Fragen interkultureller Bildung, Literatursoziologie.
Von 1986 bis 1989 leitete er das DGB-Projekt Bildungsarbeit mit ausländischen und deutschen Arbeitnehmern.
Sein Archiv zu Flucht, Asyl und Migration übergab er 2008 der FH Fulda.

### Sonstiges
Sein Nachlass befindet sich im Fritz-Hüser-Institut für Literatur und Kultur der Arbeitswelt in Dortmund.